# Дом-музей Ци Байши (Пекин)
Дом-музей Ци Байши (кит. трад. 齊白石故居, упр. 齐白石故居, пиньинь Qí Báishí Gùjū) открыт в Пекине в 1984 году.

## О музее
Музей открыт в Пекине в районе Сичэн в одном из традиционных переулков-хутунов Куачэ. В этом доме Ци Байши жил и работал с 1927 года. Здесь в гостях у Ци Байши побывало немало китайских и зарубежных известных деятелей и художников.
Дом представляет собой типичный для Пекина архитектурный комплекс сооружений с квадратным внутренним двориком площадью 204 м², в доме расположено 15 комнат.
Каллиграфическая надпись иероглифами на вывеске «Мастерская Ци Байши»  выполнена в стиле «Чжуаньшу».